# 2010년 동계 올림픽 세르비아 선수단
2010년 동계 올림픽 세르비아 선수단은 캐나다 밴쿠버에서 개최된 2010년 동계 올림픽에 참가한 올림픽 세르비아 선수단이다.

## 알파인 스키
- 옐레나 롤로비치
- 네베나 이그냐토비치

## 바이애슬론
| 선수              | 종목          | 결과    | 결과    | 결과 |
| 선수              | 종목          | 기록    | 실수    | 순위 |
| ----------------- | ------------- | ------- | ------- | ---- |
| 밀란코 페트로비치 | 남자 개인전   | 59:44.0 | 2+1+2+2 | 87   |
| 밀란코 페트로비치 | 남자 스프린트 | 28:38.9 | 1+3     | 81   |

## 크로스 컨트리 스키
- 벨마 스므르코비치
- 아마르 가리보비치

## 같이 보기
- 올림픽 세르비아 선수단